# Toribío
Toribío – miasto w Kolumbii, w departamencie Cauca.